# Альгезія
Альгезія (лат. Algesia, від грец. ἄλγος — біль) — чутливість до болю.
Термін іноді неправомірно використовують як тотожний поняттю підвищеної чутливості до болю.
 Однак підвищена чутливість до болю — «гіпералгезія» (лат. Hyperalgesia, від грец. ὑπέρ — гіпер та грец. ἄλγος — біль), що виникає на будь-які подразники.
Термін «гіперестезія» (лат. Hyperesthesia; Hyperaesthesia) часто помилково ототожнюють поняттю гіпералгезія, однак гіперестезія означає підвищену больову та іншу чутливість виключно до тактильних подразників (дотик до шкіри).
Також гіпералгезію часто неправильно ототожнюють з поняттям «аллодінія» (лат. Allodynia від дав.-гр. άλλος — інший та дав.-гр. οδύνη — біль), що означає появу болю через стимуляцією тим фактором, який зазвичай болю не робить.
Антонім гіперальгезії — анальгезія, гіпостезія.
Гіперальгезія та гіперестезія є частим симптомом багатьох хвороб, які перебігають з ураженням нервової системи. Часто таке спостерігають при енцефалітах, менінгітах.
Анальгезія виникає внаслідок деяких уражень центральної нервової системи.